# 帯広百年記念館
帯広百年記念館（おびひろひゃくねんきねんかん）は、北海道帯広市にある総合博物館。この項目では分館の埋蔵文化財センターについても記載する。

## 概要
博物館と創造活動センターの機能を持った複合施設である。
常設展示では十勝の歴史・産業・自然を紹介し、博物館講座・郷土学習見学会・自然観察会などのプログラムを開催している。
また、館内にアイヌ民族文化情報センター「リウカ」があり、アイヌ民族の文化や歴史を学習することができる。
創造活動センターでは陶芸や七宝などの「もの作り」講座を開催し、各種団体の学習や発表の場として貸し室を行っている。
帯広市図書館・帯広市児童会館・おびひろ動物園と各施設の特色を活かしながら、連携したイベントも開催する。

### 歴史
依田勉三率いる晩成社一行が帯広に入植した1883年（明治16年）から100年目となる1982年（昭和57年）に緑ヶ丘公園に開館。自治省事業の「田園都市中核施設」全国第1号となる施設。
2005年（平成17年）には分館「埋蔵文化財センター」が市内西23条南4丁目26-8にオープン。帯広市内の遺跡発掘調査で出土した土器や石器などを保管し公開する。
2006年（平成18年）に「アイヌ民族文化情報センター（リウカ）」が館内にオープンした。「帯広市アイヌ施策推進計画」に基づく。

## 利用案内
- 開館時間
  - 常設展示室 9:00 - 17:00
  - 創造活動センター 9:00 - 22:00
- 休館日：月曜日、祝日の翌日（ただし翌日が土曜・日曜の場合は開館）、年末年始（12月29日から1月3日）

## 施設

### 博物館
常設展示室
- 第1展示室
  - 「イントロダクション」
  - 「開拓の夜明けと発展」
  - 「十勝の自然」
  - 「十勝のくらし」
  - 「十勝農業王国の確立」
- 第2展示室
  - 「十勝平野のおいたち」
  - 「十勝の先史時代」
  - 「十勝のアイヌ文化」

特別展示室
その他
- 特展準備室
- 実験室
- 文献資料室
- 収蔵庫（第1、第2）

### アイヌ民族文化情報センター「リウカ」
- 事業内容
  - アイヌ文化の普及・啓発
  - アイヌ文化の研究促進
  - アイヌ文化の市民理解の促進
  - アイヌ文化に関係する事業の情報提供
  - 国内外の研究成果の集積と研究機関とのネットワーク形成

### 創造活動センター
- 1号室（陶芸実習室）
- 2号室（講演・会議・音楽・演劇）
- 3号室（木彫・七宝・工作）
- 4号室（舞踏・演劇練習）

## 埋蔵文化財センター
帯広市役所の独身寮として住宅街の一角に建設されたが、市内に単身者向けアパートが増えたことから帯広百年記念館の文化財を収蔵するための分館へと整備した。発掘調査で出土した資料の展示、帯広市内の遺跡から出土した土器・石器などの収蔵と公開、発掘調査で出土した土器・石器などの整理作業、遺跡・考古学に関する出前講座を行っている。
展示
- 矢じりの流行り
- 縄文人の道具箱
- 大正8遺跡の5,800年前
- 帯広の縄文土器
- 大正遺跡群の土器
- 帯広市内の遺跡から出土した土器

## 参考資料
- “帯広百年記念館条例”. 帯広市例規集.   帯広市 (1982年). 2015年6月29日閲覧。
- “帯広百年記念館条例施行規則”. 帯広市例規集.   帯広市 (1982年). 2015年6月29日閲覧。
- “帯広百年記念館運営審議会規則”. 帯広市例規集.   帯広市 (1982年). 2015年6月29日閲覧。
- “帯広百年記念館処務規程”. 帯広市例規集.   帯広市 (1994年). 2015年6月29日閲覧。